# Ver-sur-Launette
Ver-sur-Launette és un municipi francès, situat al departament de l'Oise i a la regió dels Alts de França. L'any 2007 tenia 1.143 habitants.

## Demografia

### Població
El 2007 la població de fet de Ver-sur-Launette era de 1.143 persones. Hi havia 433 famílies de les quals 89 eren unipersonals (50 homes vivint sols i 39 dones vivint soles), 139 parelles sense fills, 170 parelles amb fills i 35 famílies monoparentals amb fills.
La població ha evolucionat segons el següent gràfic:
Habitants censats

### Habitatges
El 2007 hi havia 488 habitatges, 451 eren l'habitatge principal de la família, 5 eren segones residències i 32 estaven desocupats. 410 eren cases i 71 eren apartaments. Dels 451 habitatges principals, 318 estaven ocupats pels seus propietaris, 122 estaven llogats i ocupats pels llogaters i 12 estaven cedits a títol gratuït; 7 tenien una cambra, 42 en tenien dues, 86 en tenien tres, 90 en tenien quatre i 226 en tenien cinc o més. 409 habitatges disposaven pel capbaix d'una plaça de pàrquing. A 173 habitatges hi havia un automòbil i a 262 n'hi havia dos o més.

### Piràmide de població
La piràmide de població per edats i sexe el 2009 era:
| Homes | Edats   | Dones |
| ----- | ------- | ----- |
| 0     | 95 o +  | 0     |
| 0     | 90 a 94 | 0     |
| 0     | 85 a 89 | 0     |
| 0     | 80 a 84 | 0     |
| 12    | 75 a 79 | 8     |
| 8     | 70 a 74 | 28    |
| 4     | 65 a 69 | 20    |
| 24    | 60 a 64 | 12    |
| 16    | 55 a 59 | 16    |
| 28    | 50 a 54 | 20    |
| 40    | 45 a 49 | 36    |
| 72    | 40 a 44 | 80    |
| 36    | 35 a 39 | 16    |
| 44    | 30 a 34 | 56    |
| 32    | 25 a 29 | 40    |
| 16    | 20 a 24 | 32    |
| 48    | 15 a 19 | 52    |
| 44    | 10 a 14 | 36    |
| 28    | 5 a 9   | 20    |
| 40    | 0 a 4   | 40    |

## Economia
El 2007 la població en edat de treballar era de 793 persones, 632 eren actives i 161 eren inactives. De les 632 persones actives 585 estaven ocupades (306 homes i 279 dones) i 47 estaven aturades (20 homes i 27 dones). De les 161 persones inactives 62 estaven jubilades, 54 estaven estudiant i 45 estaven classificades com a «altres inactius».

### Ingressos
El 2009 a Ver-sur-Launette hi havia 444 unitats fiscals que integraven 1.153,5 persones, la mediana anual d'ingressos fiscals per persona era de 24.427 €.

### Activitats econòmiques
Dels 40 establiments que hi havia el 2007, 1 era d'una empresa alimentària, 2 d'empreses de fabricació d'altres productes industrials, 7 d'empreses de construcció, 4 d'empreses de comerç i reparació d'automòbils, 3 d'empreses de transport, 3 d'empreses d'hostatgeria i restauració, 1 d'una empresa financera, 4 d'empreses immobiliàries, 5 d'empreses de serveis, 4 d'entitats de l'administració pública i 6 d'empreses classificades com a «altres activitats de serveis».
Dels 13 establiments de servei als particulars que hi havia el 2009, 1 era un taller de reparació d'automòbils i de material agrícola, 3 paletes, 2 lampisteries, 1 empresa de construcció, 2 perruqueries, 3 restaurants i 1 agència immobiliària.
L'únic establiment comercial que hi havia el 2009 era una fleca.
L'any 2000 a Ver-sur-Launette hi havia 8 explotacions agrícoles.

## Equipaments sanitaris i escolars
El 2009 hi havia una escola maternal integrada dins d'un grup escolar amb les comunes properes formant una escola dispersa.

## Poblacions més properes
El següent diagrama mostra les poblacions més properes.